# 카나이 노부루

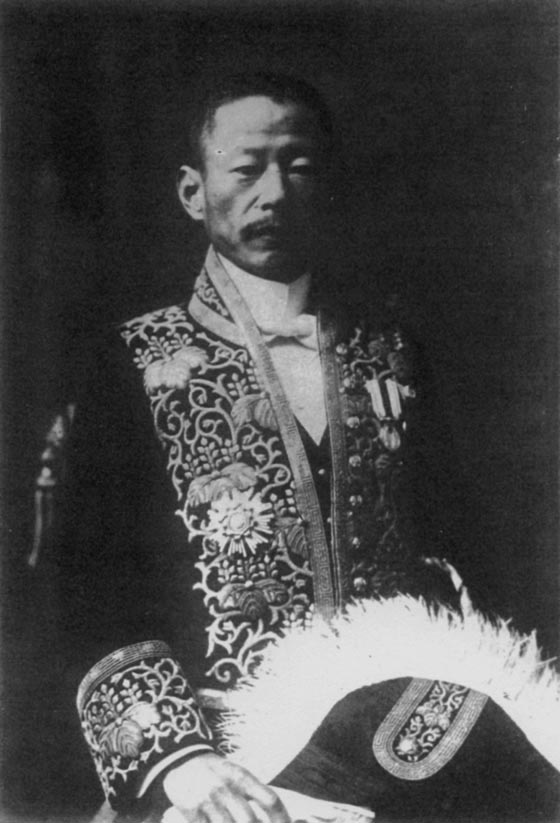

카나이 노부루(일본어: 金井 延: 1865년 2월 26일(원치 2년 2월 1일-1933년 8월 13일)는 일본의 법학자・경제학자・정책학자다.  러일전쟁 개전 때 강경한 주전론을 주장한 것으로 알려진 동대 칠박사 중 한 명이다.
시즈오카현 출신. 동경제국대학을 졸업한 뒤 독일로 유학, 구스타프 폰 슈몰러, 아돌프 바그너 등 강단사회주의자들에게 사사했다. 귀국 후 사회정책학회에 참가해 그 중심 멤버가 됨가 동시에 동경제대 법과대학 교수가 되었다. 1919년 동경제대 경제학부가 신설되자 초대 학장, 1925년까지 교수로 재임했다. 독일에서 습득한 사회정책 이장에 따라 귀국 후 사회정책학회에서 자유주의 경제를 비판하고 국가에 의한 노동자 보호 및 금은복본위제 등을 제창했다.
러일전쟁에 앞서 1903년 6월 다른 학자들과 함께 개전을 주장하는 칠박사 의견서를 제출해 여론을 개전 방향으로 몰았다. 또한 러일강화조약에 대해서도 반대 주장을 했다. 1908년 11월 28일 제국학사원 회원이 되었다.